# Korlingen
Korlingen település Németországban, Rajna-vidék-Pfalz tartományban. Lakosainak száma 810 fő (2023. december 31.).

## Népesség
A település népességének változása:
| Lakosok száma | 540  | 825  | 831  | 808  | 796  | 810  |
|               | 1975 | 2017 | 2019 | 2021 | 2022 | 2023 |